# Looe (rzeka)

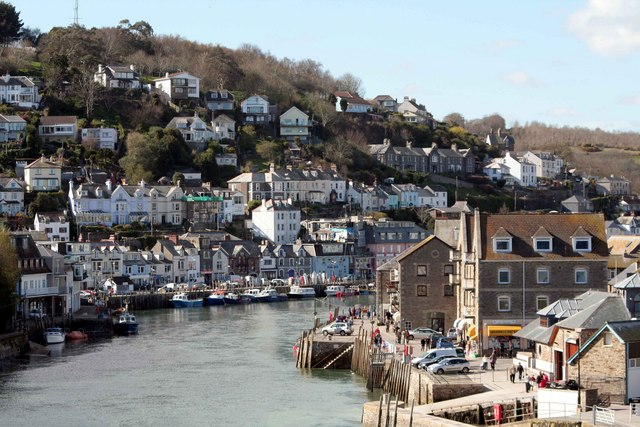
Rzeka przepływająca przez Looe

Looe (korn. Avon Logh) – rzeka w Anglii, w Kornwalii. Powstaje z połączenia dwóch równorzędnych dopływów West Looe, mającej źródło w okolicach St Cleer i East Looe. Wpływa do kanału La Manche w miejscowości Looe. Rzeka ulega pływom morskim. Wzdłuż rzeki biegnie linia kolejowa Looe Valley Line.